# Красноруцька Ліна Володимирівна
Красноруцька Ліна Володимирівна (нар. 29 квітня 1984) — колишня російська тенісистка.
Найвищу одиночну позицію світового рейтингу — 25 місце досягла 19 січня 2004, парну — 22 місце — 2 лютого 2004 року.
Здобула 1 одиночний та 1 парний титул.
Найвищим досягненням на турнірах Великого шолома був фінал в змішаному парному розряді.
Завершила кар'єру 2005 року.

## Фінали турнірів Великого шолома

### Мікст:1 поразка
| Результат | Рік  | Турнір                           | Покриття | Партнерка     | Суперниці                    | Рахунок          |
| Поразка   | 2003 | Відкритий чемпіонат США з тенісу | Тверде   | Деніел Нестор | Катарина Среботнік Боб Браян | 5–7, 7–5, [10–5] |

## Фінали турнірів WTA

### Одиночний розряд:1 поразка
| Результат | Дата           | Турнір                  | Рівень | Покриття | Суперниця   | Рахунок  |
| --------- | -------------- | ----------------------- | ------ | -------- | ----------- | -------- |
| Поразка   | 11 серпня 2003 | Мастерс Канада, Toronto | Tier I | Тверде   | Жустін Енен | 1–6, 0–6 |

### Парний розряд: 3 (1–2)
| Легенда                |
| ---------------------- |
| Великий шлем (0–0)     |
| Tier I (0–1)           |
| Tier II (0–0)          |
| Tier III, IV & V (1–1) |

| Фінали за покриттям |
| ------------------- |
| Тверде (0–1)        |
| Трава (1–0)         |
| Ґрунт (0–0)         |
| Килим (0–1)         |

| Результат | Ранг | Дата             | Турнір                                         | Покриття  | Партнерка                      | Суперниці                     | Рахунок       |
| --------- | ---- | ---------------- | ---------------------------------------------- | --------- | ------------------------------ | ----------------------------- | ------------- |
| Поразка   | 1.   | 1 жовтня 2001    | Кубок Кремля, Росія                            | Килим (i) | Олена Дементьєва               | Анна Курникова Мартіна Хінгіс | 7–6(7–1), 6–3 |
| Поразка   | 2.   | 4 листопада 2002 | Pattaya Women's Open, Таїланд                  | Тверде    | Тетяна Панова                  | Келлі Лігган Рената Ворачова  | 5–7, 6–7      |
| Перемога  | 1.   | 21 червня 2003   | Rosmalen Grass Court Championships, Нідерланди | Трава     | Дементьєва Олена В'ячеславівна | Надія Петрова Марі П'єрс      | 2–6, 6–3, 6–4 |

## Фінали ITF

### Одиночний розряд (1–0)
| Легенда          |
| ---------------- |
| турніри $100,000 |
| турніри $75,000  |
| турніри $50,000  |
| турніри $25,000  |
| турніри $10,000  |

| Результат | Ранг | Дата           | Турнір                 | Покриття | Суперниця              | Рахунок  |
| --------- | ---- | -------------- | ---------------------- | -------- | ---------------------- | -------- |
| Перемога  | 1.   | 12 квітня 1999 | ITF Сан-Северо, Італія | Ґрунт    | Оана Елена Голімбйоскі | 6–3, 6–0 |

### Парний розряд (0–2)
| Результат | Ранг | Дата          | Турнір                 | Покриття | Партнерка       | Суперниці                    | Рахунок  |
| --------- | ---- | ------------- | ---------------------- | -------- | --------------- | ---------------------------- | -------- |
| Поразка   | 1.   | 5 квітня 1999 | ITF Черіньола, Італія  | Ґрунт    | Ірина Корнієнко | Джасмін Чаудурі Ліззі Джелфс | 5–7, 5–7 |
| Поразка   | 2.   | 3 грудня 2002 | ITF Boynton Beach, США | Ґрунт    | Аліна Жидкова   | Каталін Мароші Саманта Рівз  | 2–6, 6–7 |

## Виступи в одиночних турнірах Великого шолома
| W | Ф | ПФ | ЧФ | #Р | КТ | К# | DNQ | A | NH |

| Турнір                                 | 2000 | 2001 | 2002 | 2003 | 2004 | 2005 | W-L   |
| -------------------------------------- | ---- | ---- | ---- | ---- | ---- | ---- | ----- |
| Відкритий чемпіонат Австралії з тенісу | 1р   | 1р   | 1р   | К3р  | 3р   | К3р  | 2–4   |
| Відкритий чемпіонат Франції з тенісу   | 1р   | ЧФ   |      | 2р   |      |      | 5–3   |
| Вімблдонський турнір                   | 1р   | 4р   |      | 2р   | 1р   |      | 4–4   |
| Відкритий чемпіонат США з тенісу       | 1р   | 2р   |      | 1р   |      |      | 1–3   |
| В-П                                    | 0–4  | 8–4  | 0–1  | 2–3  | 2–2  | N/A  | 12–14 |